# Beauharnais

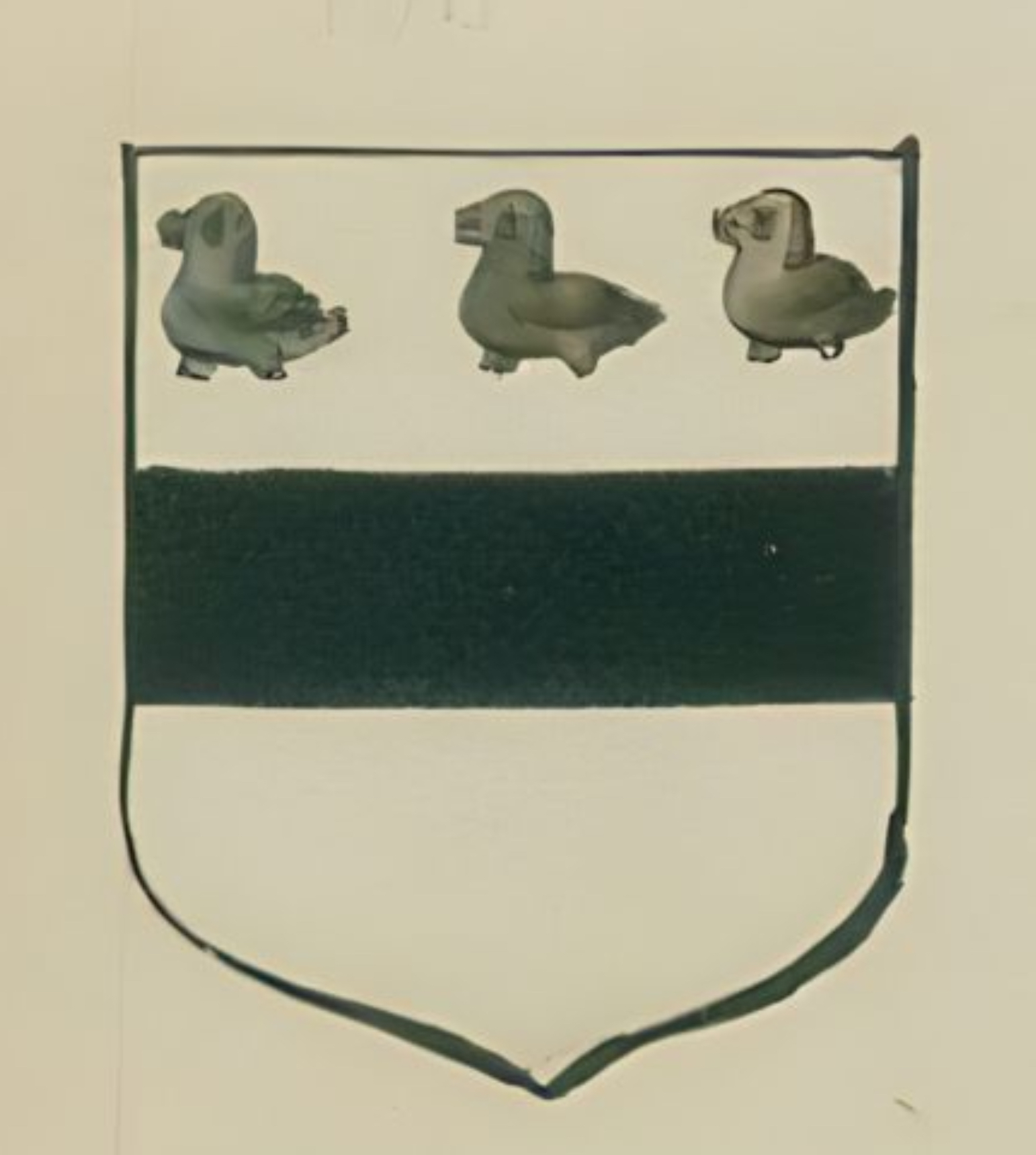
Stemma di Casa Beauharnais

Il Casato di Beauharnais o  Beauharnois è una casata nobiliare francese. È rappresentata dal duca di Leuchtenberg, discendente in linea maschile da Eugène de Beauharnais.

## Storia
Originari della Bretagna, i Beauharnais (o Beauharnois) si è affermarono nel XIV secolo ad Orléans. Quando la città fu assediata nel 1429, Jehan Beauharnais svolse un ruolo nella sua difesa e così facendo testimoniò al processo per la riabilitazione di Giovanna d'Arco. I Beauharnais fornirono il regno con soldati e magistrati, e le alleanze contratte in vari ambiti, compreso quello universitario di legge a Orléans. Nel XVI secolo, ci furono Beauharnais a Orléans come magistrati, commercianti, canonici ed altre professioni.
Dalla fine del XVI secolo fino alla fine del XVII, gli uffici del presidente e del tenente generale al baliato e Présidial di Orléans furono tramandate ereditariamente attraverso la famiglia Beauharnais. Il più eminente di questi magistrati fu Francesco IV de Beauharnais, Sieur de La Grillère (a Vouzon, Loir-et-Cher), nato a Orléans nel 1630 e morto nel 1681.
Alla fine del XVII secolo, l'ufficio lieutenant général du bailliage d'Orléans, fu ceduto ad un ramo alleato, i Curault. Il più eminente dei Beauharnais così si indirizzò verso una carriera nella marina e l'amministrazione coloniale nelle Americhe. Un altro François de Beauharnais (1665-1746) divenne intendente della Nuova Francia (corrispondente al Canada francese), dove gli fu concessa un seigneurie nel 1707. Suo nipote, François de Beauharnais, fu creato chef d'escadre des armées royales, poi governatore della Martinica.
I Beauharnais di Orléans furono anche grandi proprietari terrieri, grazie alla loro molte signorie nella regione. Nel XV secolo furono seigneurs de la Chaussée (o Miramion), feudo della parrocchia di Saint-Jean-de-Braye, nei sobborghi di Orléans. Ebbero anche interessi a Sologne fino agli inizi del XVI e Guillaume de Beauharnais possedeva la tenuta di Villechauve, a Sennely. Alcuni anni dopo, i Beauharnais acquistaroo la confinante seigneurie di la Grillère, a Vouzon, di cui rimasero in possesso fino al principio del XVIII secolo (quando passò, con il matrimonio tra una Beauharnais ed un membro della famiglia Choiseul-Gouffier).
Il 20 aprile 1752, Francesco V, marchese de Beauharnais (1714-1800), governatore della Martinica, bisnonno materno del futuro Napoleone III di Francia, acquistò la seigneurie di La Ferté-Avrain, in Sologne. Fu elevato al rango di marchese con lettere patenti del luglio 1764 con il titolo di La Ferté-Beauharnais, nome che il comune porta ancora (dipartimento di Loir-et-Cher).

## Genealogia
Genealogia parziale (linee maschile  e femminile)
- Guglielmo I Beauharnais
- Guglielmo II Beauharnais
- Giovanni Beauharnais
- Guglielmo III Beauharnais
- Guglielmo IV Beauharnais
- Francesco I de Beauharnais
- Francesco di Beauharnais (fine XVI - principio XVII secolo), primo presidente del Présidial d'Orléans (nel 1598) e tenente generale al baliaggio; deputato del Terzo Stato agli Stati Generali del 1614; signore de La Grillère, a Vouzon (Loir-et-Cher).

sposato ad Anne Brachet; dalla quale ebbe 7 figli, fra cui
- Jean de Beauharnais (1606–1661), maître d'Hôtel ordinaire du roi;

sposato con Marie Mallet; dalla quale ebbe 3 figli fra cui
- François de Beauharnais, écuyer, signore de La Boische.

sposatosi nel 1663 con Marguerite Françoise Pivart de Chastullé ; ebbe 14 figli, fra cui
- Charles de la Boiche, marchese di Beauharnois
- Claude de Beauharnais (1674–1736), signore di Beaumont; capitaine des vaisseaux du roi, cavaliere di San Luigi.

sposato con Renée Hardouineau; da cui 2 figli maschi 
- François V de Beauharnais (1714–1800), marchese di La Ferté-Beauharnais (dal 1764) ; chef d'escadre degli eserciti reali; governatore della Martinica.

sposatosi 2 volte - 
1. con sua cugina Marie-Anne Pivart de Chastullé
2. con Marie-Euphémie Tascher de la Pagerie.

Ebbe due figli dal primo matrimonio:
- - François VI de Beauharnais (1756–1823), marchese de La Ferté-Beauharnais.
  - Alexandre François Marie de Beauharnais (1760–1794), visconte di Beauharnais; nobile deputato dal baliaggio di Blois agli Stati Generali del 1789; generale in capo dell'Armata del Reno nel 1793; ghigliottinato nel 1794.

Nel 1779 sposò Marie-Josèphe-Rose (conosciuta come "Joséphine") Tascher de la Pagerie, da cui ebbe due figli:
- -     - Eugène Rose de Beauharnais (1781–1824), sposò nel 1806 la principessa Augusta di Baviera; principe francese, viceré d'Italia, principe di Venezia, granduca di Francoforte, duca di Leuchtenberg e principe di Eichstätt.
      - Joséphine Maximilienne Eugènie Napoléone de Beauharnais (1807–1876), principessa di Bologna, duchessa di Galliera, duchessa di Leuchtenberg, regina di Svezia e di Norvegia.
        - Charles Louis Eugène Bernadotte (1826–1872), re di Svezia e Norvegia (nipote del generale Bernadotte, fondatore della dinastia).
        - Gustave Bernadotte (1827–1852), principe di Svezia e duca di Uppland.
        - Oscar Frédéric Bernadotte (1829–1907), re di Svezia e Norvegia.
        - Charlotte Eugénie Auguste Amélie Albertine Bernadotte (1830–1889), principessa di Svezia.
        - Charles Nicolas Auguste Bernadotte (1831–1873), principe di Svezia e duca di Dalarna.

      - Eugénie Hortense Auguste de Beauharnais (1808–1847), duchessa di Leuchtenberg e principessa di Hohenzollern-Hechingen.
      - Auguste Charles Eugène Napoléon de Beauharnais (1810–1835), duca di Leuchtenberg, principe di Eichstätt, infante di Portogallo e duca di Santa-Cruz.
      - Amélie Auguste Eugénie Napoléone de Beauharnais (1812–1873), duchessa di Leuchtenberg ed imperatrice del Brasile.
        - Marie Amélie Augusta Eugénie Joséphine Louise Théodelinde Héloïse Françoise de Bragance (1831–1853), principessa del Brasile.

      - Théodelinde Louise Eugénie Auguste Napoléone de Beauharnais (1814–1857), duchessa di Leuchtenberg, contessa di Württemberg e duchessa di Urach.
      - Caroline Clotilde de Beauharnais (1816–1816).
      - Maximilien Joseph Eugène Auguste Napoléon de Beauharnais (1817–1852), duca di Leuchtenberg, principe di Eichstätt e duca in Russia con l'appellativo di "vostra altezza imperiale".

Stemma del Duca di Leuchtenberg Massimiliano di Beauharnais

- -     - Hortense Eugénie Cécile de Beauharnais (1783–1837), regina d'Olanda.
      - Charles Louis Napoléon Bonaparte (1808–1873), imperatore dei Francesi col nome di Napoleone III

- Claude de Beauharnais (1717–1784), comte des Roches-Baritaud.
  - Claude de Beauharnais (1756–1819), comte des Roches-Baritaud, sposò in prime nozze Adrienne de Lezay-Marnésia
    - Stéphanie (1789+1860) principessa imperiale, nel 1806 sposò Carlo II, granduca di Baden, madre presunta di Kaspar Hauser.

## Membri per matrimonio
- Fanny di Beauharnais (1738–1813), poetessa francese, moglie di Claude de Beauharnais (1717–1784).
- Giuseppina di Beauharnais (1763–1814), imperatrice francese, moglie di Alexandre de Beauharnais (1760–1794) poi di Napoleone I di Francia.

## Membri del Casato Beauharnois
- Charles de la Boische, Marquis de Beauharnois
- Claude de Beauharnois de Beaumont et de Villechauve
- François de Beauharnois de la Chaussaye, Baron de Beauville

## Fonti
- A. Pommier, "Recherches sur les Beauharnais du XVIIe siècle à Orléans", dans Bulletin de la Société historique et archéologique de l'Orléanais, t. XXIII, nº 235 (1937).
- R. Gallon, Les Beauharnais, Orléans, La Galerie des Ventes d'Orléans, 1979.
- Christian Poitou, "Napoléon III et la Sologne", dans La Sologne et son passé, 9, Bulletin du Groupe de Recherches Archéologiques et Historiques de Sologne, t. XIII, nº 2, avril-juin 1991.